# Paguristes angustitheca
Paguristes angustitheca är en kräftdjursart. Paguristes angustitheca ingår i släktet Paguristes och familjen Diogenidae. Inga underarter finns listade i Catalogue of Life.